# Berlog vára
Berlog vára (horvátul: Utvrda Brlog), várrom Horvátországban, az Otocsán melletti Brlog faluban.

## Fekvése
Brlog belterületén, a Gacka fölé meredeken emelkedő magaslaton, a pravoszláv és a katolikus templom között találhatók csekély maradványai.

## Története
A vár építési ideje ismeretlen, mindazonáltal jelentős vár lehetett. Erről tanúskodnak a hengeres torony, a ciszterna és a föld alól feltárt falak. A 16. és a 17. században az otocsáni kapitányok alárendeltségébe tartozott és így volt ez a határőrvidék megszervezése után is amikor századparancsnokság székhelye volt és a kapitány is az erődben lakott. 1575-ben a török elfoglalta és felgyújtotta. Később Raab Gáspár zenggi kapitány parancsára az uszkókok újjáépítették és jelentősen megerősítették, hatfős állandó őrséget helyeztek el benne. Berlog védelmére Zrínyi Péter horvát bán a Brlog és Škare közötti Drenov Klanacon őrtornyot építtetett, melyet a helyiek Šimšanovkának neveznek. 1609-ben a török megszállás alatt álló Ribnik vidékéről százötven pravoszláv vallású vlahot telepítettek le, majd 1611-ben Podlapača vidékéről uszkókok érkeztek. Az újonnan érkezettek a letelepítés fejében a török elleni harcokban katonai szolgálatot láttak el. Később Berlog az Otocsáni ezred egyik századparancsnokságának székhelye lett. A török veszély elmúltával jelentősége megszűnt és elhagyták. A pusztulásnak indult romokat a helyi lakosság építkezéseihez hordta szét.

## A vár mai állapota
Berlog várából mára csak a négyszög alakú alapfalak és egy hengeres torony romjai láthatók, azok is nehezen kivehetők a romokat benőtt bozót között. A vár északi harmadában, egy szépen faragott kövekből készített kerek kút, vagy ciszterna található.